# Ácido octadecilfosfônico
Ácido octadecilfosfônico é um composto químico mais comumente usado em papel térmico para as receitas, acrescentando máquinas, bilhetes, etc. A fórmula molecular é C18H39O3P.